# Kimi no Namae Yobu Dake de
«kimi no Namae Yobu Dake de» (español: «Déjame llamarte por tu nombre») es el segundo sencillo lanzado por la cantante japonesa Akane Sugazaki el 11 de diciembre del año 2002.

## Canciones
1. «Kimi no Namae Yobu Dake de»
2. «Fly high»
3. «Kimi no Namae Yobu Dake de» ~instrumental~
4. «Fly high» ~instrumental